# Yang Jian (saltador)
Yang Jian (Luzhou, 10 de junho de 1994) é um saltador chinês, medalhista olímpico.

## Carreira
Jian conquistou a medalha de prata nos Jogos Olímpicos de Verão de 2020 em Tóquio na prova de plataforma 10 m individual masculino após somar 580.40 pontos.